# Hypericophyllum brevipapposum
Hypericophyllum brevipapposum là một loài thực vật có hoa trong họ Cúc. Loài này được Gilli mô tả khoa học đầu tiên năm 1974.